# يوكي كوندو
يوكي كوندو (باليابانية: 近藤 有己؛ مواليد 17 يوليو 1975) هو مُقاتل فنون قتالية مختلطة ياباني.

## وصلات خارجية
- يوكي كوندو على موقع يو إف سي (الإنجليزية)
- يوكي كوندو على موقع شيردوغ (الإنجليزية)
- يوكي كوندو على موقع Tapology.com (الإنجليزية)
- يوكي كوندو على موقع IMDb (الإنجليزية)
- يوكي كوندو على موقع قاعدة بيانات الفيلم (الإنجليزية)